# Aloe stefaninii
Aloe stefaninii é uma espécie de liliopsida do gênero Aloe, pertencente à família Asphodelaceae.